# کلودیو یونسکو
کلودیو میرچیا یونسکو (به رومانیایی: Claudiu Mircea Ionescu) زادهٔ ۲۰ مارس ۱۹۸۳ در بخارست، بازیکن فوتبال اهل رومانی است. پست بازی او هافبک نفوذی و بازی‌ساز است. او فوتبال حرفه‌ای را با بازی برای باشگاه دسته دومی "رپید۲ بخارست" (که هم‌اکنون الکترومگنتیکا نام دارد) آغاز کرد. او سابقه حضور در لیگ اول رومانی، مولداوی و قبرس را دارا می‌باشد.

## آمار باشگاهی

### کشوری
| لیگ                  | تعداد فصل | تعداد بازی | تعداد گل |
| -------------------- | --------- | ---------- | -------- |
| لیگ دسته اول رومانی  | ۶         | ۶۹         | ۱۰       |
| لیگ دسته دوم رومانی  | ۴         | ۳۸         | ۱۱       |
| لیگ دسته اول مولداوی | ۲         | ۲۸         | ۳        |
| لیگ دسته اول قبرس    | ۱         | ۹          | ۱        |

### اروپایی
| فصل       | تورنمنت                    | تعداد بازی | تعداد گل |
| --------- | -------------------------- | ---------- | -------- |
| ۲۰۱۰-۲۰۰۹ | انتخابی لیگ قهرمانان اروپا | ۴          | ۰        |
| ۲۰۱۰-۲۰۰۹ | لیگ اروپا                  | ۳          | ۰        |